# Kellen Winslow II
Kellen Boswell Winslow, Jr. (San Diego, 21 luglio 1983) è un giocatore di football americano statunitense che gioca nel ruolo di tight end nella National Football League (NFL) e dal 2014 free agent. Fu scelto dai Cleveland Browns come sesto assoluto nel Draft NFL 2004. Al college ha giocato a football coi Miami Hurricanes. È il figlio del tight end hall of famer Kellen Winslow.

## Carriera professionistica

### Cleveland Browns

#### 2004
Winslow fu scelto dai Browns dalla University of Miami come sesto assoluto del Draft 2004.
Winslow era atteso ad dare un immediato contributo all'attacco dei Cleveland. Kellen fece il suo debutto nella NFL il 12 settembre contro i Baltimore Ravens. Dopo due sole gare della sua stagione da rookie però, egli si ruppe il perone della gamba destra, fatto che gli costò la perdita di 5,3 milioni di dollari di bonus compresi nel contratto. L'infortunio lo tenne ai margini del campo per il resto della stagione, conclusasi con cinque ricezioni per 50 yard totali. Dopo due operazioni chirurgiche alla gamba infortunata, per Winslow era previsto un pieno recupero in tempo per la stagione 2005.

#### 2005: infortunio motociclistico
Queste aspettative cambiarono il 1º maggio 2005 quando Winslow, mentre era alla guida della sua Suzuki GSX-R750 nella periferia di Westlake, urtò un cordone del marciapiede alla velocità di circa 60 chilometri orari e fu sbalzato dalla moto. Winslow si ruppe il legamento crociato anteriore del ginocchio destro, infortunio che lo costrinse ad un'altra intera stagione di stop. Winslow contrasse anche un'infezione da staffilococco per sei settimane nell'ambito dello stesso incidente.
Mentre Winslow era obbligato dal contratto NFL standard per i giocatori a non "intrattenersi in attività diverse dal football che possano comportare un significativo rischio per la salute", e nello specifico a non guidare una motocicletta durante il suo contratto coi Browns, egli tuttavia acquistò la potente moto. Il tenente Judy Neel, della Ohio State Highway Patrol, riportò che Winslow aveva ottenuto un permesso per la pratica motociclistica il 26 aprile, dopo aver inizialmente fallito un esame nella contea di Garfield Heights, distretto di Cleveland. In principio si speculò che i Browns avrebbero cercato di recuperare i 6 milioni di bonus alla firma ottenuti da Winslow nel 2004 e forse gli altri 4,4 milioni pagati nel marzo 2005, anche se i Browns in seguito negarono di aver intrapreso tali azioni.

#### 2006
Winslow frequentò il training camp dei Browns nel 2006 e si dichiarò pronto per giocare. L'Associated Press riportò nell'agosto 2006 che Winslow , anche se in forma al 90 per cento, si dichiarava superiori a qualsiasi altro tight end nella NFL. "Odio essere arrogante", disse Winslow "ma penso che il mio novanta per cento sia meglio di qualsiasi altro tight end in giro là fuori."
Nella gara di apertura della stagione 2006 contro i New Orleans Saints, Winslow segnò il suo primo touchdown, su un passaggio da 18 yard dal quarterback Charlie Frye. Winslow emerse come un bersaglio affidabile per Cleveland, terminando con 89 ricezioni, il massimo per un giocatore nel suo ruolo in quella stagione, con cui pareggiò anche il record stagionale di franchigia di Ozzie Newsome. Winslow si sottopose a un intervento chirurgico a causa di una microfrattura al ginocchio destro il 31 gennaio 2007 nella clinica di Cleveland Clinic in un tentativo di riparare completamente la cartilagine danneggiata nell'incidente in moto del 2005 .

#### 2007
Winslow ebbe una stagione di successo nel 2007 terminando con 82 ricezioni per 1106 yard e 5 touchdown. Il 18 dicembre, Winslow fu nominato prima riserva per il Pro Bowl 2008. Il 4 febbraio, Antonio Gates dei San Diego Chargers annunciò che non avrebbe preso parte all'evento a causa di un infortunio. Questo consentì a Winslow di guadagnare la prima convocazione in carriera per il Pro Bowl.

#### 2008
Durante la stagione 2008, Winslow fu ricoverato a causa di un'infezione da staffilococco. Winslow in seguito criticò apertamente l'ex general manager Phil Savage per non aver risolto il problema dell'infezione (i Browns avevano avuto sette casi di infezione da staffilococco negli ultimi anni) e provò a nascondere l'infortunio. Savage rispose sospendendolo per una settimana; il proprietario Randy Lerner in seguito si scusò con Winslow e annullò la sospensione.

### Tampa Bay Buccaneers
Winslow du scambiato coi Tampa Bay Buccaneers il 27 febbraio 2009 per una scelta del secondo giro del Draft NFL 2009 ed una del quinto giro del Draft NFL 2010. Egli ricevette il più remunerativo contratto della storia per un tight end nella NFL, con 36 milioni di dollari per una durata di 6 anni.

#### 2009
Winslow stabilì diversi record nella sua prima stagione coi Buccaneers, compreso i record stagionali di franchigia di ricezioni (77) e yard ricevute (884) per un tight end. Le sue 77 ricezioni furono il massimo stagionale della squadra.

#### 2010
Nel suo secondo anno coi Buccaneers, Winslow guidò nuovamente la squadra in ricezioni con 66, per un totale di 730 yard e 5 touchdowns segnati.

#### 2011
Per il terzo anno consecutivo, Winslow guidò i Buccaneers in ricezioni, facendone registrare 75 ricezioni per 763 yard e 2 touchdown.
Il 21 maggio 2012, Winslow annunciò che i Buccaneers lo avevano informato che sarebbe stato ceduto o svincolato. Fu riportato che era stato ordinato a Winslow di non partecipare alle attività organizzate dalla squadra, contraddicendo le notizie precedenti che volevano essere stato il giocatore ad essersi rifiutato di partecipare a tali attività.

### Seattle Seahawks
Il 22 maggio 2012, Winslow fu scambiato coi Seahawks in cambio di una scelta condizionata del draft dell'anno successivo (una scelta del sesto o del settimo giro). Dopo una pre-stagione non soddisfacente, il 1º settembre Winslow fu tagliato da Seattle.

### New England Patriots
Il 18 settembre 2012, dopo l'infortunio del tight end titolare dei Patriots Aaron Hernandez nella seconda settimana della stagione, Kellen fu richiamato in azione da New England firmando un contratto annuale con la franchigia. Coi Patriots, Kellen disputò quattro snap nella partita della settimana 3 contro i Minnesota Vikings, chiedendo ed ottenendo di essere svincolato quattro giorni dopo.

### New York Jets
Il 15 giugno 2013, Winslow firmò un contratto annuale coi New York Jets. Nella prima gara della stagione ricevette un passaggio da touchdown dal nuovo quarterback Geno Smith, concludendo con 7 ricezioni per 79 yard. Il secondo TD lo segnò nella vittoria sugli Atlanta Falcons nel Monday Night Football della settimana 5. L'11 ottobre 2013, Winslow fu sospeso per quattro gare dalla lega per abuso di sostante vietate.

## Palmarès
- Convocazioni al Pro Bowl: 1

2007

### Statistiche
| Anno   | Squadra              | P   | Ric | Yard  | Media | TD |
| ------ | -------------------- | --- | --- | ----- | ----- | -- |
| 2004   | Cleveland Browns     | 2   | 5   | 50    | 10.0  | 0  |
| 2005   | Cleveland Browns     | 0   | 0   | 0     | -     | 0  |
| 2006   | Cleveland Browns     | 16  | 89  | 875   | 9.8   | 3  |
| 2007   | Cleveland Browns     | 16  | 82  | 1,106 | 13.5  | 5  |
| 2008   | Cleveland Browns     | 10  | 43  | 428   | 10.0  | 3  |
| 2009   | Tampa Bay Buccaneers | 16  | 77  | 884   | 11.5  | 5  |
| 2010   | Tampa Bay Buccaneers | 16  | 66  | 730   | 11.1  | 5  |
| 2011   | Tampa Bay Buccaneers | 16  | 75  | 763   | 10.2  | 2  |
| 2012   | New England Patriots | 1   | 1   | 12    | 12.0  | 0  |
| 2013   | New York Jets        | 12  | 31  | 388   | 12.5  | 2  |
| Totale |                      | 105 | 469 | 5,236 | 11.2  | 25 |